# Échenans-sous-Mont-Vaudois
 Échenans-sous-Mont-Vaudois  es una población y comuna francesa, situada en la región de Franco Condado, departamento de Alto Saona, en el distrito de Lure y cantón de Héricourt-Est.

## Demografía
| 127 | 110 | 308 | 413 | 412 | 505 | 511 |
| Para los censos de 1962 a 1999 la población legal corresponde a la población sin duplicidades (Fuente: INSEE [Consultar]) |     |     |     |     |     |     |